# Karim Aouadhi
Karim Ben Hassan Aouadhi (in arabo كريم بن حسن عواضي‎?; Mégrine, 2 maggio 1986) è un ex calciatore tunisino, di ruolo centrocampista.

## Palmarès

### Club

#### Competizioni nazionali
- Campionato tunisino: 3

Club Africain: 2007-2008
Espérance: 2011-2012, 2013-2014